# Lotta libera ai Giochi della XVI Olimpiade - Pesi piuma
Testo in apice
La competizione della categoria pesi piuma (fino a 62 kg) di lotta libera dei Giochi della XVI Olimpiade si è svolta dal 28 novembre al 1º dicembre 1956 al Royal Exhibition Building di Melbourne.

## Formato
Ad ogni incontro venivano assegnate le seguenti penalità:
- 0 = Al vincitore per schienata
- 1 = Al vincitore per decisione (verdetto di tre giudici)
- 2 = Allo sconfitto per decisione (1:2)
- 3 = Allo sconfitto per decisione (0:3) o schienata

Con cinque penalità o più il lottatore veniva eliminato.
I tre lottatori rimasti disputavano un torneo finale con i risultati acquisiti nel precedenti turni.

## Risultati
| Legenda                                  | Legenda |
| ---------------------------------------- | ------- |
| Lottatore con 5 penalità o più Eliminato |         |

### 1º Turno
Si è disputato il 28 novembre.
| Vincitore        | Pen. | Risultato | Sconfitto       | Pen. |
| ---------------- | ---- | --------- | --------------- | ---- |
| Shōzo Sasahara   | 1    | 3:0       | Muhammad Nazir  | 3    |
| Bayram Şit       | 0    | Schienata | Richard Elliott | 3    |
| Myron Roderick   | 1    | 3:0       | Bálint Galántai | 3    |
| Nasser Givehchi  | 1    | 3:0       | Abe Geldenhuys  | 3    |
| Erkki Penttilä   | 0    | Schienata | Herbie Hall     | 3    |
| Jef Mewis        | 1    | 3:0       | Ram Sarup       | 3    |
| Linar Salimullin | 0    | Esentato  |                 |      |

### 2º Turno
Si è disputato il 29 novembre.
| Vincitore       | Pen. | Risultato | Sconfitto        | Pen. |
| --------------- | ---- | --------- | ---------------- | ---- |
| Shōzo Sasahara  | 2    | 2:1       | Linar Salimullin | 2    |
| Bayram Şit      | 1    | 2:1       | Muhammad Nazir   | 5    |
| Myron Roderick  | 1    | Schienata | Richard Elliott  | 6    |
| Abe Geldenhuys  | 4    | 3:0       | Bálint Galántai  | 6    |
| Nasser Givehchi | 1    | Schienata | Herbie Hall      | 6    |
| Jef Mewis       | 2    | 3:0       | Erkki Penttilä   | 3    |
| Ram Sarup       | 3    | Esentato  |                  |      |

### 3º Turno
Si è disputato il 30 novembre.
| Vincitore        | Pen. | Risultato | Sconfitto       | Pen. |
| ---------------- | ---- | --------- | --------------- | ---- |
| Linar Salimullin | 3    | 3:0       | Ram Sarup       | 6    |
| Shōzo Sasahara   | 3    | 3:0       | Bayram Şit      | 4    |
| Myron Roderick   | 2    | 3:0       | Abe Geldenhuys  | 7    |
| Erkki Penttilä   | 4    | 2:1       | Nasser Givehchi | 3    |
| Jef Mewis        | 2    | Esentato  |                 |      |

### 4º Turno
Si è disputato il 1º dicembre.
| Vincitore      | Pen. | Risultato | Sconfitto        | Pen. |
| -------------- | ---- | --------- | ---------------- | ---- |
| Jef Mewis      | 3    | 3:0       | Linar Salimullin | 6    |
| Shōzo Sasahara | 4    | 3:0       | Myron Roderick   | 5    |
| Bayram Şit     | 5    | 3:0       | Nasser Givehchi  | 6    |
| Erkki Penttilä | 4    | Esentato  |                  |      |

### Turno finale
Si è disputato il 1º dicembre.
| Vincitore      | Pen. | Risultato  | Sconfitto      | Pen. |
| -------------- | ---- | ---------- | -------------- | ---- |
| Jef Mewis      |      | 3:0        | Erkki Penttilä |      |
| Shōzo Sasahara |      | Per ritiro | Erkki Penttilä |      |
| Shōzo Sasahara |      | 3:0        | Jef Mewis      |      |

1. ↑  Disputato nel 2º turno

## Classifica finale
| Pos.    | Atleta           | Nazione          | V.S. |
| ------- | ---------------- | ---------------- | ---- |
| Oro     | Shōzo Sasahara   | Giappone         | 2:0  |
| Argento | Jef Mewis        | Belgio           | 1:1  |
| Bronzo  | Erkki Penttilä   | Finlandia        | 0:2  |
| 4       | Bayram Şit       | Turchia          |      |
| 4       | Myron Roderick   | Stati Uniti      |      |
| 6       | Nasser Givehchi  | Iran             |      |
| 6       | Linar Salimullin | Unione Sovietica |      |
| 8       | Ram Sarup        | India            |      |
| 9       | Abe Geldenhuys   | Sudafrica        |      |
| 10      | Muhammad Nazir   | Pakistan         |      |
| 11      | Richard Elliott  | Australia        |      |
| 11      | Herbie Hall      | Gran Bretagna    |      |
| 11      | Bálint Galántai  | Ungheria         |      |